# 平野長英
平野 長英（ひらの ながふさ）は、江戸時代中期の大和国交代寄合表御衆田原本4代領主。通称亀松丸、右衛門。法名は仁光。

## 略歴
平野長政の長男。正室は松平乗真の養女（本多正種の娘）。兄弟に長重、六之助、養女（平野長喜室）。養子（嫡男、平野長直三男）平野長暁、子に平野長賢（兄長暁養子）。
元禄13年（1700年）12月9日に遺領を相続した。享保2年（1717年）11月、2代領主平野長勝の五十回忌に霊廟を建立した。享保5年に37歳で没した。